# Герард Терборх
Герард Терборх (на нидерландски: Gerard ter Borch de Jonge или Terburg) е нидерландски художник от XVII век, един от т. нар. „малки холандски майстори“ на битовата живопис.
Герард Терборх Млади е син на Герард Терборх Стария, нидерлански художник и график, по-късно високопоставен чиновник и получава първите си уроци по рисуване в ранна детска възраст първо при баща си, а после при художника-пейзажист Хендрик Аверкамп. Запазена е негова рисунка от времето когато е бил на 8 години. Продължава обучението си в Амстердам, Лондон, посещава страни като Германия, Италия, Франция. Между 1645 и 1650 г. живее в Амстердам и там създава известната си картина „Ратификация на Мюнстерския договор“ (още наричана „Мюнстерски мир“, вж. Вестфалски мир). През 1654 г. сключва брак и се установява със съпругата си в град Девентър, където прекарва остатъка от живота си.
Изкуствоведите наричат Терборх „най-аристократичния и изискан майстор сред малките холандци“. Често рисува благородни дами в техните изискани облекла и богата домашна обстановка. С вещина и прецизност предава разликите в платовете на дрехите им – атлаз, коприна, кадифе, кожа. Майстор е и на тънките психологически взаимоотношения между портретираните от него герои в платната му. Сестра му Гезина често му служи за модел.
Освен Герард Тербох с живопис се занимават неговата сестра Гезина Терборх и братята му Хармен Терборх и Мозез Терборх.
- Картини на Герард Терборх
- Ратификацията на Мюнстерския договор, 1648 г.
- Музициране, 1655 г.
- Девойка пише писмо